# Üyench
Üyench (mongol cyrillique : Үенч сум, Üyench sum) est un sum de l'aïmag (province) de Khovd dans l’ouest de la Mongolie. Sa capitale est Khökh-Üzuur.